# سیمون کوزنتس
'سیمون کوزنتس'  (به انگلیسی: Simon Kuznets) (زاده ۳۰ آوریل ۱۹۰۱ - درگذشته ۸ ژوئیه ۱۹۸۵) اقتصاددان آمریکایی اهل بلاروس و استاد دانشگاه هاروارد است که در سال ۱۹۷۱ موفق به دریافت جایزه نوبل اقتصاد شد.کوزنتس نقش مهمی در تبدیل اقتصاد به یک علم تجربی و شکل‌گیری تاریخ اقتصادی کمی داشت.

## زندگی و تحصیل
سیمون اسمیت کوزنتس در سال ۱۹۰۱ در شهر پینسک در خانواده لیتوانی-یهودی متولد شد. در سال ۱۹۱۸، کوزنتس وارد انستیتوی بازرگانی خارکوف شد و در آنجا به تحصیل علوم اقتصادی، آمار، تاریخ و ریاضیات تحت هدایت استادانP. Fomin (اقتصاد سیاسی)، A. Antsiferov (آمار)، V. Levitsky (تاریخ اقتصادی و اندیشه اقتصادی) و دیگران پرداخت. در اواخر سالهای ۱۹۲۰–۱۹۲۱، دوره عادی در انستیتو با وقایع جنگ داخلی و سازماندهی مجدد توسط مقامات اتحاد جماهیر شوروی در حوزه آموزش عالی قطع شد. هنوز اطلاعات دقیقی درمورد اینکه کوزنتس تحصیلات خود را در این مؤسسه ادامه داد یا نه، وجود ندارد، اما مشخص است که وی به وزارت کار UZHBURO (دفتر جنوبی) شورای مرکزی اتحادیه‌های کارگری پیوسته‌است. او در آنجا اولین مقاله علمی خود را با عنوان "دستمزدهای پولی و حقوق کارگران کارخانه در خارکف در سال ۱۹۲۰" منتشر کرد. وی به پویایی انواع مختلف دستمزدها توسط صنایع در خارکوف و تمایز درآمد، بسته به سیستم دستمزد پرداخت.

## مهاجرت به ایالات متحده
در سال ۱۹۲۲، خانواده کوزنتس به ایالات متحده مهاجرت کردند. کوزنتس سپس در دانشگاه کلمبیا تحصیل کرد. وی فارغ‌التحصیل لیسانس B.S. در سال ۱۹۲۳، M.A در سال ۱۹۲۴ و دکتری در سال 1926.وی به عنوان پایان‌نامه خود، از مقاله «سیستم اقتصادی دکتر شومپیتر، ارائه و تحلیل شده»، که در خارکوف نگاشته شده دفاع کرد. از سال ۱۹۲۵ تا ۱۹۲۶، کوزنتس به عنوان عضو پژوهش در شورای تحقیقات علوم اجتماعی وقت خود را صرف مطالعه الگوهای اقتصادی در قیمت‌ها کرد. این کار بود که منجر به کتاب او «حرکات سکولار در تولید و قیمت» شد و در سال ۱۹۳۰ منتشر شد. کوزنتس استاد پاره وقت در دانشگاه پنسیلوانیا بود. در سال ۱۹۳۷ به عنوان عضو انجمن آماری آمریکا انتخاب شد. وی به عنوان بخش افتخار علوم اجتماعی Pi Gamma Mu در دانشگاه پنسیلوانیا انتخاب شد و به‌طور فعال در دهه ۱۹۴۰ به عنوان افسر خدمت کرد. کوزنتس در سال ۱۹۵۴ به دانشگاه جان هاپکینز، جایی که استاد اقتصاد سیاسی بود تا سال ۱۹۶۰ نقل مکان کرد. از سال ۱۹۶۱ تا زمان بازنشستگی در ۱۹۷۰، کوزنتس در دانشگاه هاروارد تدریس کرد. گذشته از این، کوزنتس با تعدادی از سازمان‌های تحقیقاتی و سازمان‌های دولتی همکاری داشته‌است. در سال ۱۹۳۱–۱۹۳۴، به دستور میچل، کوزنتس با توجه به اولین تخمین رسمی از درآمد ملی ایالات متحده، مسئولیت کار NBER را در حساب‌های درآمد ملی آمریکا به عهده گرفت. در سال ۱۹۳۶، کوزنتس رهبری کنفرانس درآمد و ثروت را بر عهده گرفت. در طول جنگ جهانی دوم، در سال ۱۹۴۲–۱۹۴۴ کوزنتس مدیر دفتر برنامه‌ریزی و آمار، هیئت تولید جنگ شد. وی در کارهایی با هدف ارزیابی ظرفیت گسترش تولید نظامی شرکت کرد. محققان برای اندازه‌گیری پتانسیل افزایش تولید و منابعی که از آن به دست می‌آید و برای شناسایی موادی که محدودیتهای لازم برای گسترش را دارند، از حسابداری درآمد ملی ب همراه برنامه‌نویسی خطی استفاده کردند. وی پس از جنگ، به عنوان مشاور دولت‌های چین، ژاپن، هند، کره، تایوان و اسرائیل در ایجاد سیستم‌های ملی اطلاعات اقتصادی خود فعالیت کرد. کوزنتس با مرکز رشد دانشگاه ییل، شورای تحقیقات علوم اجتماعی همکاری کرد. او تحقیقات گسترده‌ای را در اختیار داشت که دارای چندین جایگاه در مؤسسات تحقیقاتی، مانند رئیس پروژه Falk برای تحقیقات اقتصادی در اسرائیل و عضو هیئت امنا و رئیس افتخاری، مؤسسه تحقیقات اقتصادی موریس فلک در اسرائیل، از سال ۱۹۶۳؛ و رئیس، کمیته شورای تحقیقات علوم اجتماعی در اقتصاد چین، ۱۹۷۱–۱۹۶۱ بود. کوزنتس به عنوان رئیس انجمن اقتصادی آمریکا (۱۹۵۴)، رئیس انجمن آماری آمریکا (۱۹۴۹)، عضو محترم انجمن تاریخ اقتصادی، انجمن آماری سلطنتی انگلیس و عضو انجمن اقتصادسنجی انتخاب شد. انستیتوی بین‌المللی آماری، انجمن فلسفی آمریکا، آکادمی رویال سوئد، عضو مربوط به آکادمی انگلیس. به وی مدال فرانسیس واکر (۱۹۷۷) اهدا شد. سیمون کوزنتس در ۸ ژوئیه ۱۹۸۵، در سن ۸۴ سالگی درگذشت. در سال ۲۰۱۳ دانشگاه ملی اقتصاد خارکوف که در سالهای ۱۹۱۸–۱۹۱۸ تحصیل می‌کرد به نام وی نامگذاری شد.

## تأثیر بر اقتصاد
نام او با شکل‌دهی به علوم اقتصاد نوین مانند یک رشته تجربی، توسعه روشهای آماری تحقیق و ظهور تاریخ اقتصادی کمی همراه است. کوزنتس با تحول اقتصادسنجی اعتبار دارد و این اثر به تقویت انقلاب به اصطلاح کینزی اعتبار می‌بخشد. نظرات و روش‌شناسی کوزنتس بسیار تحت تأثیر تنظیمات روش شناختی است که وی در خارکف دریافت کرده و توسط میچل برای ساخت آماری، استقرایی فرضیات در اقتصاد و آزمایش تجربی آن به‌طور کامل به اشتراک گذاشته شده‌است. کوزنتس برداشت‌های پیشینی و سوداگرانه را با شک و تردید عمیق درمان می‌کرد. در همین زمان، کوزنتس تمایل داشت اقتصاد را در ارتباط و با زمینه وسیع تر اوضاع تاریخی، روندهای جمعیتی، اجتماعی تجزیه و تحلیل کند که در ابتدای قرن بیستم برای دانشگاهیان خارکف امری عجیب و غریب بود. کوزنتس تحت تأثیر کار نظریه پردازان برجسته مانند یوزف شومپیتر (که رابطه بین تحولات فناوری و چرخه‌های تجاری را مورد بررسی قرار می‌داد)، AC پیگو (که شرایطی را شناسایی کرد که تحت آن بازارها نتوانستند رفاه اقتصادی را به حداکثر برسانند)، و ویلفردو پارتو (که پیش‌بینی می‌کردند قانونی که توزیع درآمد در بین خانوار را کنترل می‌کند). کوزنتس از اوایل قرن بیستم با اقتصاد روسیه و اوکراین از نزدیک آشنا بود. در دهه ۱۹۲۰، او مقالات کوندراتیف، یوگن اسلاتسکی، پرووشین، وینشتاین را مرور و ترجمه کرد؛ که در آن زمان در غرب کمتر شناخته شده بودند.

## سری تاریخی پویایی اقتصادی و چرخه‌های کوزنتس یا «نوسانات طولانی»
اولین پروژه بزرگ تحقیقاتی که کوزنتس در آن درگیر بود، مطالعه سری طولانی پویایی‌های اقتصادی در ایالات متحده بود که در اواسط دهه ۱۹۲۰ انجام شد. . با استفاده از تجزیه و تحلیل سری‌های زمانی تقریبی Gompertz و منحنی‌های لجستیک، کوزنتس دریافت که ویژگی‌های منحنی‌ها با دقت معقول، اکثر مراحل اقتصادی را توصیف می‌کند. متناسب بودن منحنی‌های روند با داده‌ها و تجزیه و تحلیل سری‌های زمانی، مقایسه سطوح نظری و تجربی، به وی اجازه می‌داد چرخه‌های طولانی مدت میان مدت فعالیت اقتصادی را که ۱۵ تا ۲۵ سال به طول انجامید، شناسایی کند.

## رشد اقتصادی
با پایان جنگ جهانی دوم، کوزنتس به یک منطقه تحقیقاتی جدید منتقل شد و این امر مربوط به روابط بین تغییرات درآمد و رشد است. وی برنامه تحقیقاتی ای را ارائه داد که شامل مطالعات گسترده تجربی در مورد چهار عنصر اصلی رشد اقتصادی است. عناصر شامل رشد جمعیت شناختی، رشد دانش، سازگاری در داخل کشور با عوامل رشد و روابط اقتصادی خارجی بین کشورها بودند. تئوری عمومی رشد اقتصادی باید توسعه کشورهای صنعتی پیشرفته را توضیح دهد و دلایلی که مانع از توسعه کشورهای عقب مانده می‌شود، شامل اقتصاد بازار و برنامه‌ریزی شده، کشورهای بزرگ و کوچک، توسعه یافته و در حال توسعه می‌شود، تأثیر رشد اقتصادی خارجی را در نظر می‌گیرد. روابط وی شاخص‌های آماری عملکرد اقتصادی ۱۴ کشور در اروپا، ایالات متحده و ژاپن را به مدت ۶۰ سال جمع‌آوری و تجزیه و تحلیل کرد. تجزیه و تحلیل مواد منجر به پیشرفت تعدادی از فرضیه‌های مربوط به جنبه‌های مختلف مکانیسم رشد اقتصادی، در رابطه با میزان و تغییرپذیری رشد، ساختار درآمد ناخالص ملی و توزیع نیروی کار، توزیع درآمد بین خانوارها، ساختار تجارت خارجی کوزنتس تئوری رشد اقتصادی را با پایه و اساس تاریخی بنا نهاد. موضوع اصلی این مطالعات تجربی این است که رشد محصول کل کشور لزوماً دلالت بر تحول عمیق کل ساختار اقتصادی آن دارد. این تغییر و تحول جنبه‌های بسیاری از زندگی اقتصادی را تحت تأثیر قرار می‌دهد - ساختار تولید، ساختار بخشی و شغلی اشتغال، تقسیم مشاغل بین فعالیت‌های خانوادگی و بازار، ساختار درآمد، اندازه، ساختار سنی و توزیع مکانی جمعیت، جریان‌های بین کشور. کالاها، سرمایه، کار و دانش، سازمان صنعت و مقررات دولتی. به نظر وی، چنین تغییراتی برای رشد کلی ضروری است و پس از شروع، ایجاد، محدود کردن یا حمایت از توسعه اقتصادی بعدی کشور. کوزنتس تجزیه و تحلیل عمیقی از تأثیر رشد اقتصادی با فرایندهای جمعیتی و خصوصیات انجام داد.
رساله اصلی وی که ادعا می‌کند کشورهای توسعه نیافته امروز دارای خصوصیاتی متفاوت از کشورهایی هستند که پیش از توسعه با آنها روبرو بوده‌اند، به پایان دادن به این دیدگاه ساده گرایانه کمک می‌کند که همه کشورها در همان تاریخ خود «مراحل خطی» را پشت سر می‌گذارند و جداگانه را راه اندازی می‌کنند. زمینه اقتصاد توسعه - که اکنون به تجزیه و تحلیل تجربیات متمایز کشورهای توسعه نیافته مدرن متمرکز شده‌است.

## منحنی کوزنتس
در میان چندین کشف او که باعث تحقق برنامه‌های مهم تحقیق نظری شد، منحنی کوزنتس، یک رابطه معکوس U شکل بین نابرابری درآمد و رشد اقتصادی (۱۹۵۵، ۱۹۶۳). در کشورهای فقیر، رشد اقتصادی نابرابری درآمد بین ثروتمندان و فقیر را افزایش داده‌است. در کشورهای ثروتمندتر، رشد اقتصادی اختلاف را کاهش می‌دهد. وی با ذکر الگوهای نابرابری درآمدی در کشورهای توسعه یافته و توسعه نیافته، پیشنهاد کرد که با پیشرفت تجربه اقتصادی کشورها، ابتدا نابرابری درآمد افزایش یافته و سپس کاهش می‌یابد. استدلال این بود که کشورها برای تجربه رشد باید از بخش‌های کشاورزی به بخش‌های صنعتی منتقل شوند. در حالی که تغییر کمی در درآمد کشاورزی وجود داشت، صنعتی شدن منجر به اختلافات زیادی در درآمد شد. علاوه بر این، با پیشرفت اقتصادها، آموزش‌های جمعی فرصت‌های بیشتری را فراهم آورد که نابرابری را کاهش داد و بخش کم درآمد مردم قدرت سیاسی برای تغییر سیاست‌های دولتی به دست آورد. وی همچنین الگوهای رفتاری پس‌انداز-درآمد را که فرضیه زندگی-چرخه-ماندگار-درآمد مودیلیانی و فریدمن را راه اندازی کرده‌است، کشف کرد. وی تحقیقات خود را سالها انجام داد و سرانجام یافته‌های خود را در سال ۱۹۶۳ منتشر کرد

## آثار تاریخی و اقتصادی دهه۱۹۷۰
کوزنتس در مطالعات تاریخی و اقتصادی خود در دهه ۱۹۷۰، ایده تعامل علم و فناوری (نوآوری‌ها) و تغییرات نهادی و همچنین نقش عوامل بیرونی در اقتصاد را بیان کرد، مانند مواردی که ناشی از اخلاقی و سیاسی است. آب و هوا در جامعه و تأثیر آنها بر پیشرفت و نتایج رشد اقتصادی. کوزنتس در سال ۱۹۷۱ توسط جایزه Sveriges Riksbank در علوم اقتصادی در خاطره آلفرد نوبل "به وی تعلق گرفت." به دلیل تفسیر تجربی او از رشد اقتصادی که منجر به بینش جدید و عمیق‌تر در ساختار اقتصادی و اجتماعی و روند توسعه "شده‌است.

## ستارهای وابسته
- انقلاب اطلاعات
- فهرست یهودیان برنده جایزه نوبل
- فهرست برندگان جایزه نوبل اقتصاد
- جایزه نوبل اقتصاد
- علم اقتصاد